# Àlex Brendemühl
Àlex Brendemühl, né le 27 novembre 1972 à Barcelone, Espagne, est un acteur et réalisateur germano-espagnol.

## Biographie
Àlex Brendemühl est né le 27 novembre 1972 à Barcelone, Espagne.
Son père est allemand et sa mère espagnole.

## Filmographie

### Cinéma

#### Longs métrages
- 1996 : Razones sentimentales d'Antonio A. Farré : Leo
- 1999 : Raisons de vivre (Sobreviviré) d'Alfonso Albacete et David Menkes : José
- 1999 : Un banco en el parque d'Agustí Vila : Juan
- 1999 : The Last Seduction II de Terry Marcel (en) : Le réceptionniste
- 2000 : Nosotras de Judith Colell : Raúl
- 2003 : Les Heures du jour (Las horas del día) de Jaime Rosales : Abel
- 2003 : En la ciudad de Cesc Gay : Tomás
- 2004 : Inconscientes de Joaquín Oristrell : Dr León Pardo
- 2004 : Entre vivir y soñar d'Alfonso Albacete et David Menkes : Jean-François
- 2005 : Ausentes de Daniel Calparsoro : Le chef du personnel
- 2005 : Vorvik de José Antonio Vitoria : Horacio
- 2005 : Ar meno un quejío de Fernando de France : Xavi
- 2006 : Lo bueno de llorar de Matías Bize : Alejandro
- 2006 : 53 días de invierno de Judith Colell : Celso
- 2006 : Remake de Roger Gual : Fidel
- 2006 : La silla de Julio D. Wallovits : L'homme au bar
- 2007 : Yo de Rafa Cortés :
- 2008 : Le Silence avant Bach (Die Stille vor Bach) de Pere Portabella : Le camionneur
- 2008 : 199 recetas para ser feliz d'Andrés Waissbluth : Jordi
- 2008 : Les dues vides d'Andrés Rabadán de Ventura Durall : Andrés
- 2008 : Pretextos de Silvia Munt : Rodolfo
- 2009 : El cónsul de Sodoma de Sigfrid Monleón : Juan Marsé
- 2009 : Rabia de Sebastián Cordero : Álvaro
- 2009 : Die Liebe der Kinder de Franz Müller : Robert
- 2010 : Herois de Pau Freixas : Sala
- 2010 : La mosquitera d'Agustí Vila : L'éditeur
- 2010 : L'enfant loup (Entrelobos) de Gerardo Olivares : Balila
- 2012 : Insensibles (Painless) de Juan Carlos Medina : David Martel
- 2012 : El bosc d'Óscar Aibar : Ramon
- 2012 : Les Arpenteurs du monde (Die Vermessung der Welt) de Detlev Buck : Pater Zea
- 2012 : Nemez de Stanislav Güntner : Georgij
- 2013 : Le Médecin de famille (Wakolda) de Lucía Puenzo : Josef Mengele
- 2013 : Papa est en congé parental (Eltern) de Robert Thalheim : Volker
- 2014 : Stella cadente de Luis Miñarro : Amédée de Savoie
- 2014 : Murieron por encima de sus posibilidades d'Isaki Lacuesta : Le négociateur
- 2015 : Ma ma de Julio Medem : Raúl
- 2015 : Truman de Cesc Gay : Le vétérinaire
- 2015 : Hedi Schneider est en panne (Hedi Schneider steckt fest) de Sonja Heiss : Un membre de l'ONG
- 2015 : Parisiennes de Slony Sow : Alex
- 2015 : Die Abmachung de Peter Bösenberg : Roger
- 2015 : L'artèria invisible de Pere Vilà i Barceló : Vicenç
- 2015 : Chiamatemi Francesco - Il Papa della gente de Daniele Luchetti : Franz Jalics
- 2015 : Twice Upon a Time in the West de Boris Despodov : Alex
- 2016 : Mal de pierres de Nicole Garcia : José Rabascal
- 2016 : Wann endlich küsst Du mich ? de Julia Ziesche : Thomas
- 2016 : 7 Años de Roger Gual : Marcel
- 2017 : Django d'Étienne Comar : Hans Biber
- 2017 : Une enquête quantique (Rewind : Die zweite Chance) de Johannes Sievert : Richard Lenders
- 2018 : La Prière de Cédric Kahn : Marco
- 2018 : Transit de Christian Petzold : Le consul mexicain
- 2018 : Petra de Jaime Rosales : Lucas Navarro
- 2019 : Madre de Rodrigo Sorogoyen : Joseba
- 2019 : Le silence de la ville blanche (El silencio de la ciudad blanca) de Daniel Calparsoro : Tasio / Ignacio
- 2019 : Der Taucher de Günter Schwaiger : Paul
- 2020 : Les Sorcières d'Akelarre (Akelarre) de Pablo Agüero : Pierre de Rosteguy de Lancre
- 2020 : L'ofrena de Ventura Durall : Jan
- 2021 : Le Prince de Lisa Bierwirth : Peter
- 2022 : Historias para no contar de Cesc Gay : Luis
- 2022 : Staring at Strangers (No mires a los ojos) de Félix Viscarret : Fede
- 2023 : Little Girl Blue de Mona Achache : Juan Goytisolo (voix)
- 2023 : Creatura d'Elena Martín : Gerard

### Télévision

#### Séries télévisées
- 1993 : I ara què, Xènia ? : Miquel
- 1995 : Estació d'enllaç : Quico
- 1997 : Stiges : Albert Albera
- 1999 - 2000 : Nissaga l'herència : Xavier
- 2000 : Andorra, entre el torb i la Gestapo : Nico
- 2001 : Jet Lag : Barrabàs
- 2009 : Les veus del Pamano : Tinent Marcò
- 2013 : Notruf Hafenkante : Mr Mikkelsen
- 2015 : Carlos, rey emperador : Henri VIII
- 2015 : Kommissarin Lucas : Peter Schwertz
- 2016 : Böser Wolf : Kilian Rothemund
- 2017 : Marjorie : Père François
- 2017 : Berlin section criminelle (Der Kriminalist) : Arthur Stollwerck
- 2019 : Tatort : Dr Andreas Norstädter
- 2021 : Los Espabilados : Dr Del Álamo
- 2022 : Der Barcelona Krimi : Marcos Cuaron
- 2024- : Furies : Parques

#### Téléfilms
- 2002 : Le secret de la belle de Mai de Patrick Volson : Antoni
- 2005 : Mar rojo d'Enric Alberich : Luis
- 2009 : Elles et moi de Bernard Stora : Lluís Esteva
- 2015 : Sanctuaire d'Olivier Masset-Depasse : Txomin
- 2017 : Detour de Nina Vukovic : Jan

### Réalisateur
- 2009 : Rumbo a peor (court-métrage)